# アナトリイ・ズレンコ
アナトリイ・ズレンコ（ウクライナ語: Анатолій Максимович Зленко、英語: Anatoliy Maksymovych Zlenko、1938年6月2日 - 2021年3月1日）は、ウクライナの政治家、外交官。同国初代・第4代外務大臣、国際連合常駐代表などを歴任した。ウクライナ語とロシア語の他に、英語・スペイン語・ポルトガル語・フランス語を話せる。

## 来歴
1938年6月2日にソビエト連邦のウクライナ・ソビエト社会主義共和国のキエフ州スタビシェにて誕生した。1959年にキエフ鉱山大学を卒業し、カディイフカにある「Максимівка-Полога」鉱山の鉱山監督となる。1967年にキエフ大学を卒業し、その後ソ連の外交官になった。
1973年3月にパリのユネスコ事務局のスタッフ、1983年10月にソ連のユネスコ常駐代表、1987年4月から1990年7月までウクライナ自治共和国の外務副大臣を務めた。

### ウクライナ再独立後

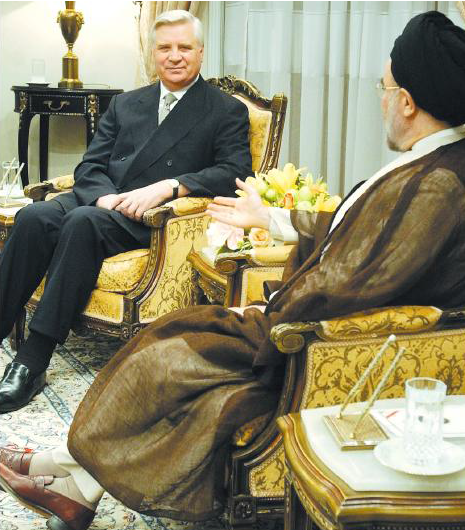
イランのモハンマド・ハータミー大統領と会談（2003年7月19日）。

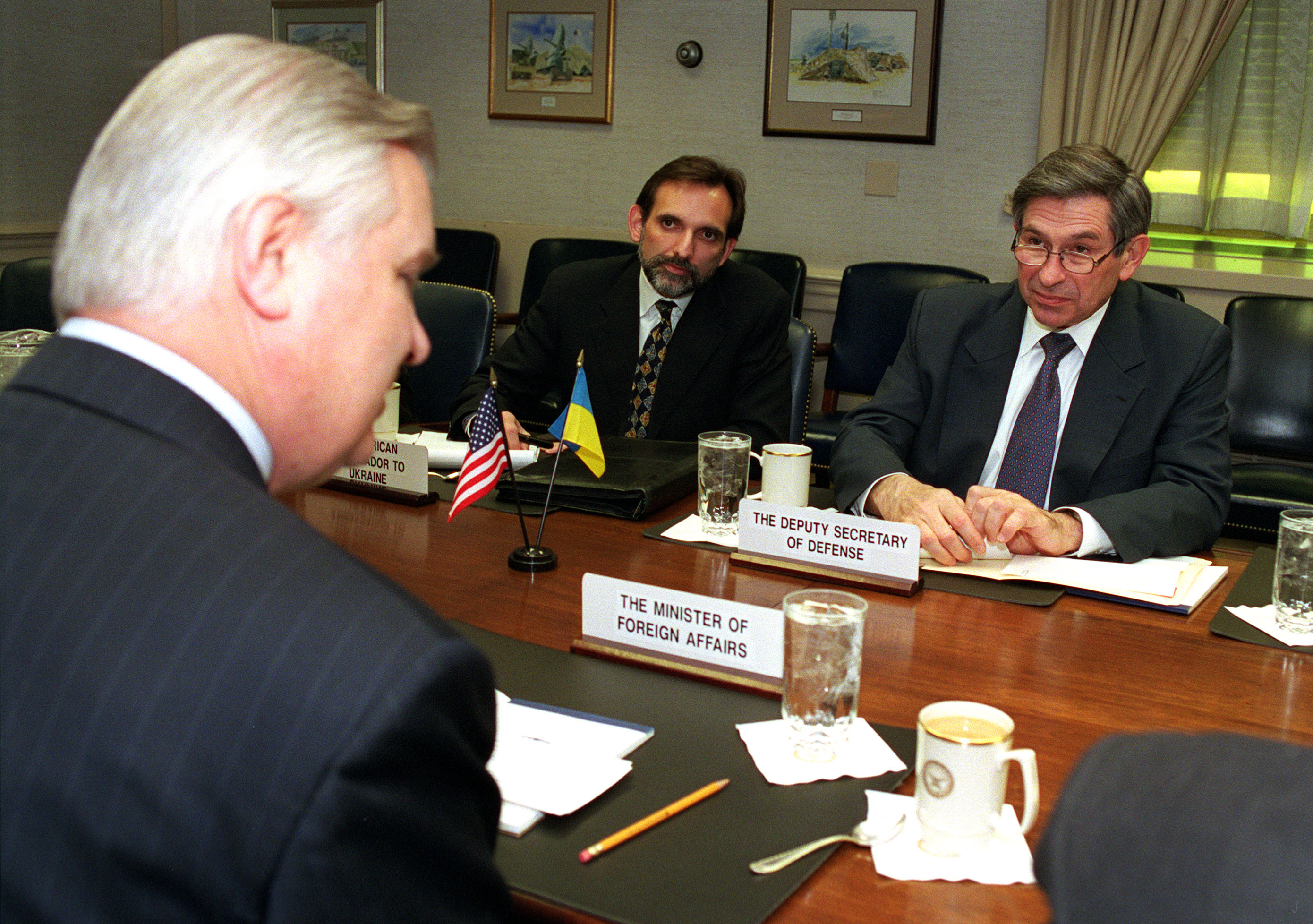
アメリカのポール・ウォルフォウィッツ国防副長官（右）、カルロス・パスクアル駐アメリカ大使（中央）と（2001年3月27日）。

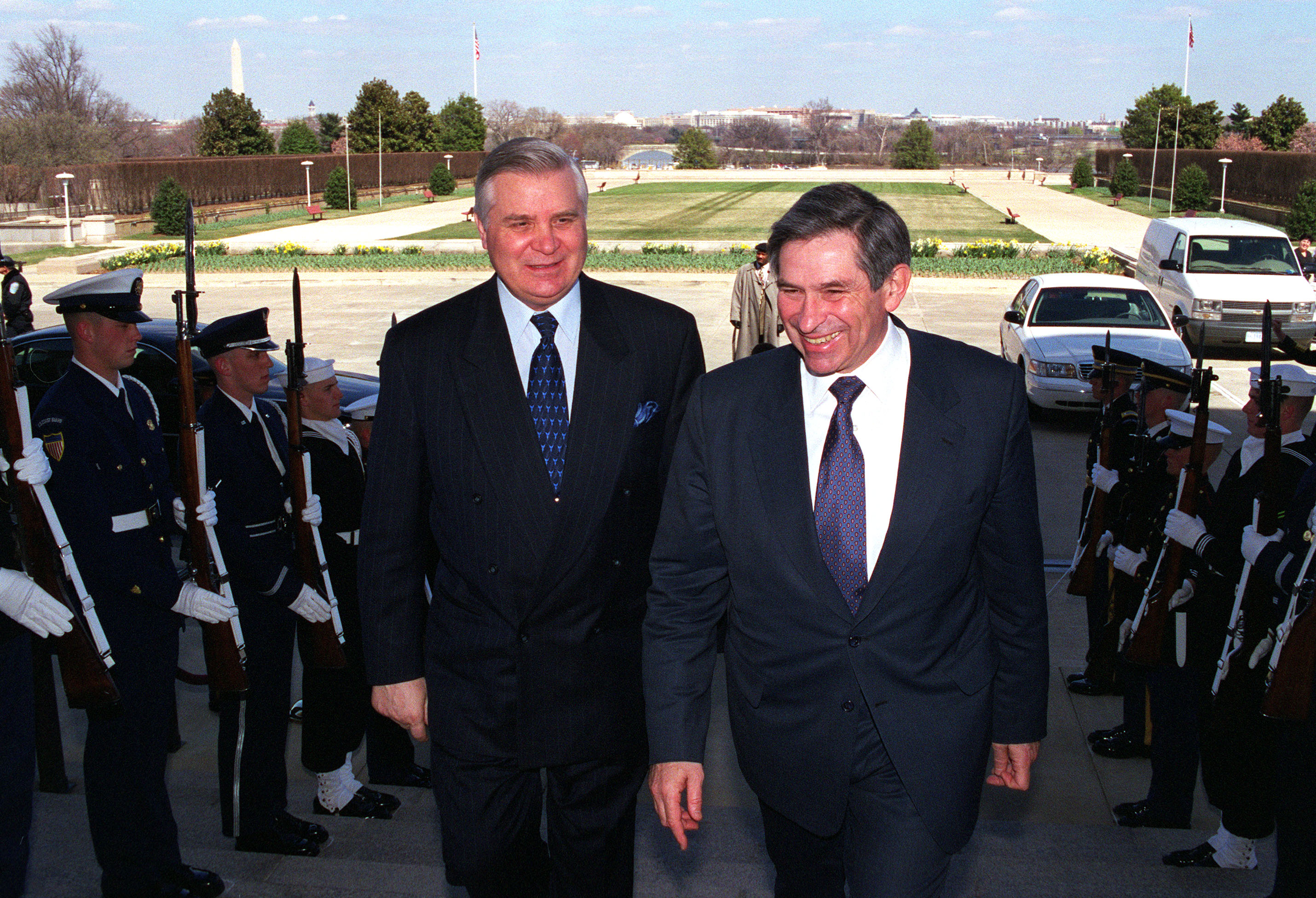
アメリカのポール・ウォルフォウィッツ国防副長官（右）と（2001年3月27日）。

1990年7月に再びウクライナ・ソビエト社会主義共和国において外務大臣に就任した。ウクライナは1991年8月に独立を宣言したため、ソ連時代の最後にして再独立後初の同国の外務大臣となった。在任中は西洋諸国との関係を強く推進した。また、1990年のインタビューではこう語っている。
"千年の歴史と深い文化的、言語的、イデオロギー的な近さは、私たちを隣接するポーランドと結びつけました。ウクライナの西部地域とポーランドの東部州は、人口と経済の構成が似ています。チェコスロバキア、ハンガリー、ルーマニアとの国境はポーランドとの国境よりも短いです。しかし、民族的影響、経済的つながり、貿易、結婚において、共通のドナウ川の水があります。
1994年9月から1997年9月までウクライナの国際連合常駐代表を務め、その後2000年10月まで駐フランスウクライナ大使とユネスコ常駐代表、ユネスコ理事、1998年4月から2000年10月までウクライナの駐ポルトガル大使（非常勤）、2000年10月から2003年9月まで同国の外務大臣を再び務めた。2010年9月にキエフスラブ大学の国際関係学部長に就任した。2021年3月1日に82歳で死去した。

## 著書
1. ЮНЕСКО і актуальні проблеми сучасності. К., 1986年.
2. Нові реалії зовнішньої політики. К., 1992年.
3. Важливий крок в Європу. К., 1994年.
4. Україна ;— ООН: переговори, компроміси, рішення. К., 1997年.
5. Зовнішня політика України: від романтизму до прагматизму. К., 2001年.
6. Від внутрішніх потреб до зовнішніх пріоритетів. К., 2002年.
7. Дипломатія і політика. Україна в процесі динамічних геополітичних змін（ウクライナ語版） / Худож.-оформлювач Б. ;П. ;Бублик, В. ;А. Мурликін. — Харків: Фоліо, 2003年.- 559с. ISBN 966-03-2130-9

## 受賞歴
- ヤロスラフ賢公勲章（英語版） 2017年12月22日 - ウクライナの国際協力の強化、長年の実りある外交活動、高度な専門性への重要な個人的貢献に対して[9]
- ヤロスラフ賢公勲章 2016年1月22日 - ウクライナ国家の国家建設、社会経済的、科学的および技術的、文化的および教育的発展、ウクライナ社会の統合への重要な個人的貢献に対して、長年の努力[10]
- ヤロスラフ賢公勲章 2011年8月23日 - ウクライナの人々への誠実で非の打ちどころのない奉仕[11]
- ヤロスラフ賢公勲章 2008年5月30日 - ウクライナの外交サービスの形成と発展に多大な個人的貢献をし、国際舞台でのウクライナの名声を高めた[12]。
- 大聖グレゴリウス勲章（バチカン、2001年12月11日[13][14]）
- メリット勲章（ウクライナ）（2003年6月）[15], II ст. (1999年7月)[16], III ст. (1997年2月)[17]
- ソ連ヴェルホーヴナラーダ幹部会勲章（ウクライナ語版）（1988年6月1日）
- レジオンドヌール勲章（フランス、1998年）
- メリット勲章（ポルトガル、1998年4月16日[18][19]）
- 名誉勲章（ジョージア、2003年）